# Прапор Олевського району
Пра́пор Оле́вського райо́ну затверджений 19 грудня 2008 р. XIV позачерговою сесією Олевської районної ради V скликання.

## Опис прапора
Прямокутне полотнище зі співвідношенням сторін 2:3, розділене на три горизонтальні смуги — синю, білу і зелену — у співвідношенні 2:1:2. У центрі на червоному щитку жовтий давньоруський шолом, обернений до древка.